# Kiblawan
Kiblawan é um município de  segunda classe de renda municipal (d) na província Dávao do Sul, nas Filipinas. De acordo com o censo de 1 de maio  de  2020 possui uma população de 49 381 pessoas e 14 557 domicílios.